# ليندا فروهفيتوفا
ليندا فروهفيتوفا (مواليد 1 مايو 2005) هي لاعبة تنس محترفة تشيكية، أعلى تصنيف لها في الفردي كان ال170 في أبريل 2022.

## روابط خارجية
- ليندا فروهفيتوفا على موقع رابطة محترفات التنس (الإنجليزية)
- ليندا فروهفيتوفا على موقع الاتحاد الدولي لكرة المضرب (الإنجليزية)
- ليندا فروهفيتوفا على موقع كأس بيلي جين كينغ (الإنجليزية)
- ليندا فروهفيتوفا على موقع بطولة ويمبلدون (الإنجليزية)
- ليندا فروهفيتوفا على موقع خلاصة التنس.كوم (الإنجليزية)